# August Wilhelm Hogreve
August Wilhelm Hogreve – niemiecki architekt i konserwator zabytków działający od połowy lat dwudziestych XX w. do końca II wojny światowej we Wrocławiu i na Dolnym Śląsku.

## Życiorys
Hogreve w swojej twórczości łączył wypracowane przez Neues Bauen formy modernizmu z tradycyjnymi formami rodzimej architektury Śląska. W latach trzydziestych był jednym z czołowych wrocławskich architektów zajmujących się projektowaniem domów mieszkalnych, zarówno jedno- jak i wielorodzinnych. 

## Projekty
Do jego realizacji należą m.in.:
- kamienice przy ul. Wyszyńskiego 128-134 (1927)[1]
- kamienice przy ul. Pięknej 26-28 (1927)[2]
- kamienica przy ul. Jedności Narodowej 191(1927)[3]
- kamienica przy ul. Parkowej 42(1927)[4]
- kamienice przy ul. Piastowskiej 43-45 (1928)[1]
- kamienica przy ul. Nyskiej 63-65 na Osiedlu Henrykowskim (1929)[5]
- kamienice przy ul. Grunwaldzkiej 54-68 (1930)[1]
- domy wielorodzinne na osiedlu Tarnogaj przy ul. Tarnogajskiej i Gazowej (1930-31)[1]
- kamienica przy ul. Wandy 23 i Słowiczej 8 (1931)[6]
- kamienica przy ul. Hallera 11-13 (1931)
- dom jednorodzinny przy ul. Zielonego Dębu 13 (1933)[1]
- dom jednorodzinny przy ul. Pionierskiej 9 (1933)[7]
- dom jednorodzinny przy ul. Pionierskiej 3 (1934)[8]
- kamienice przy ul. Obornickiej 92-96 (1935)[1]
- willa przy ul. Moniuszki 43 (1935)
- willa przy ul. Ogrodowej 10 (1936)[9]
- kamienica przy ul. Wandy 19-21 (1936)[10]
- kamienice przy ul. Piastowskiej 51-53 (1936)[1]
- kamienice przy ul. Wilczej 1-5 (1939)

Spośród jego realizacji poza Wrocławiem udokumentowane są projekty mleczarni w Wałbrzychu-Szczawienku zbudowanej w roku 1927 i domu jednorodzinnego w Polwicy z lat 1929-30.
Oprócz projektowania domów drugim polem działalności zawodowej Augusta Wilhelma Hogreve była praca konserwatorska. Opracował projekty remontu i przebudowy kilku dolnośląskich pałaców, zamków i innych zabytków, m.in.:
- zamku w Pastuchowie (1917)
- pałacu w Wierzbicy (1935)
- pałacu w Rogoźnicy (1935)
- zamku w Wojnowicach (1936-44)[12]
- kościoła katolickiego w Rusku (1936-40)
- pałacu w Luboradzu (1938-44)[13]
- pałacu w Krobielowicach (1939-40)[14]

Po zakończeniu II wojny światowej wyjechał z Wrocławia i osiadł w Hanowerze, zajął się pracą naukową publikując artykuły o tematyce konserwatorskiej.

## Publikacje
- August Wilhelm Hogreve, „Translocierung von Deckenfresken mit reichem Stuck” in: Das Münster: Zeitschrift für christliche Kunst und Kunstwissenschaft, dwuzakresowy 3/4, 1950, strona 308.

## Literatura
- Rafał Eysymontt, Jerzy Ilkosz, Agnieszka Tomaszewicz, Jadwiga Urbanik (red.): Leksykon architektury Wrocławia. Wrocław: Via Nova, 2011.
- Grzegorz Grajewski: Między sztuką, nauką a polityką. Ochrona zabytków na Dolnym Śląsku w czasach III Rzeszy. Wrocław: Politechnika Wrocławska, 2014.